# 全日本選抜オートレース
全日本選抜オートレース（ぜんにほんせんばつオートレース）とは、オートレースのSG競走の1つである。

## 概要
- 開催前年の1走あたりの平均獲得賞金上位者が出場するレース。強い選手ほど獲得賞金は多くなるため、実力のある選手が集結する[1]。
- 毎年度2月ないし3月に開催されてきたが、2016年度以降は、2016年度は2016年10月[2]、2017年度は2018年1月[3]、2018年度・2019年度は10月[4][5]、2020年度は2021年2月[6]と時期が変動している。
- 優勝賞金は、1,300万円。

## 出場選手選抜方法
- （1）前回優勝者
- （2）当年後期適用ランクS級最大48名
- （3）平均賞金獲得上位最大48名（選考期間：前年7月1日〜当年6月30日）[注 1]

※（1）及び（2）が重複する場合、（3）の平均賞金獲得額上位者に1名分加算する
※（3）の平均賞金獲得額の算出には、ミッドナイトオートレース、川口ナイトレース、伊勢崎アフター6ナイターを除く

## 勝ち上がり
※出典：オートレースオフィシャルサイト「全日本選抜オートレース 勝ち上がり」
| 初日・2日目                                              | 3日目                                                                              | 4日目                                     | 最終日        |
| -------------------------------------------------------- | ---------------------------------------------------------------------------------- | ----------------------------------------- | ------------- |
| 予選（1R～12R）予選2日間平均競争得点上位64名が準々決勝へ | 準々決勝戦（5R～12R）1着8名が準決勝戦へ 1着を除く3日間平均得点上位24名が準決勝戦へ | 準決勝戦（9R～12R）上位2着の8名が優勝戦へ | 優勝戦（12R） |

| -      | 1位 | 2位 | 3位 | 4位 | 5位 | 6位 | 7位 | 8位 |
| ------ | --- | --- | --- | --- | --- | --- | --- | --- |
| 着     | 8   | 6   | 5   | 4   | 3   | 2   | 1   | 0   |
| タイム | 8   | 6   | 5   | 4   | 3   | 2   | 1   | 0   |

- ※競走戒告及び試走戒告の判定を受けた場合、合計得点から1回につき3点を減点する。
- ※走法注意の判定を受けた場合、合計得点から1回につき1点を減点する

| -      | 1位 | 2位 | 3位 | 4位 | 5位 | 6位 | 7位 | 8位 |
| ------ | --- | --- | --- | --- | --- | --- | --- | --- |
| 着     | 8   | 6   | 5   | 4   | 3   | 2   | 1   | 0   |
| タイム | 8   | 6   | 5   | 4   | 3   | 2   | 1   | 0   |

- ※競走戒告及び試走戒告・走法注意の減点は行わない

## 過去の優勝者
| 回 | 開催日         | 開催場               | 優勝者         | 年齢 (当時) | 競走タイム | 競走車呼名     | 競走車車種   |
| -- | -------------- | -------------------- | -------------- | ----------- | ---------- | -------------- | ------------ |
| 1  | 1988年3月15日  | 飯塚オートレース場   | 田代祐一       | 29          | 3.406      | ナンバーワン   | トライアンフ |
| 2  | 1989年3月21日  | 山陽オートレース場   | 岩田行雄       | 31          | 3.412      | ダイレクト     | トライアンフ |
| 3  | 1990年2月12日  | 伊勢崎オートレース場 | 島田信廣       | 40          | 3.406      | ウォリアーズ   | フジ         |
| 4  | 1991年2月14日  | 船橋オートレース場   | 島田信廣(2)    | 41          | 3.318      | ウォリアーズ   | フジ         |
| 5  | 1992年2月4日   | 川口オートレース場   | 飯塚将光       | 41          | 3.413      | ウィンザー     | フジ         |
| 6  | 1993年2月11日  | 浜松オートレース場   | 島田信廣(3)    | 43          | 3.356      | ウォリアーズ   | フジ         |
| 7  | 1994年2月15日  | 飯塚オートレース場   | 島田信廣(4)    | 44          | 3.616      | ウォリアーズ   | セア         |
| 8  | 1995年3月1日   | 山陽オートレース場   | 中村政信       | 28          | 3.412      | トーマス       | セア         |
| 9  | 1996年2月13日  | 伊勢崎オートレース場 | 片平巧         | 30          | 3.333      | キブロワイト   | セア         |
| 10 | 1997年3月23日  | 船橋オートレース場   | 島田信廣(5)    | 47          | 3.688      | ウォリアーズ2  | セア         |
| 11 | 1998年2月5日   | 川口オートレース場   | 伊藤正司       | 31          | 3.365      | ハヤブサ       | セア         |
| 12 | 1999年2月15日  | 浜松オートレース場   | 島田信廣(6)    | 49          | 3.327      | ウォリアーズ1  | セア         |
| 13 | 2000年2月15日  | 飯塚オートレース場   | 浦田信輔       | 26          | 3.509      | ビッグレオ     | セア         |
| 14 | 2001年2月14日  | 山陽オートレース場   | 片平巧(2)      | 35          | 3.318      | キブロワイト7  | セア         |
| 15 | 2002年3月6日   | 伊勢崎オートレース場 | 高橋貢         | 30          | 3.321      | Fニーナ        | セア         |
| 16 | 2003年3月2日   | 船橋オートレース場   | 濱野淳         | 27          | 3.348      | セオス         | セア         |
| 17 | 2004年3月21日  | 川口オートレース場   | 高橋貢(2)      | 32          | 3.341      | Fニーナ        | セア         |
| 18 | 2005年3月21日  | 浜松オートレース場   | 池田政和       | 32          | 3.344      | ミオン         | セア         |
| 19 | 2006年3月21日  | 飯塚オートレース場   | 岡部聡         | 40          | 3.708      | フラッグシップ | セア         |
| 20 | 2007年2月12日  | 川口オートレース場   | 伊藤信夫       | 35          | 3.313      | テトム         | セア         |
| 21 | 2008年2月11日  | 浜松オートレース場   | 高橋貢(3)      | 37          | 3.322      | Fニーナ        | セア         |
| 22 | 2009年2月15日  | 船橋オートレース場   | 永井大介       | 32          | 3.335      | ダビド・ビジャ | セア         |
| 23 | 2010年2月15日  | 浜松オートレース場   | 岡部聡(2)      | 44          | 3.635      | フラッグシップ | セア         |
| 24 | 2011年2月13日  | 伊勢崎オートレース場 | 高橋貢(4)      | 40          | 3.341      | Fニーナ        | セア         |
| 25 | 2012年2月12日  | 山陽オートレース場   | 有吉辰也       | 35          | 3.324      | エムジェイ     | セア         |
| 26 | 2013年2月13日  | 船橋オートレース場   | 永井大介(2)    | 36          | 3.345      | ビズ・ビム     | セア         |
| 27 | 2014年2月11日  | 浜松オートレース場   | 浦田信輔(2)    | 40          | 3.361      | パンジャA      | セア         |
| 28 | 2015年2月11日  | 浜松オートレース場   | 金子大輔       | 34          | 3.386      | Ｊジョーンズ   | セア         |
| 29 | 2016年2月14日  | 飯塚オートレース場   | 中村雅人       | 35          | 3.363      | Ｋモンソン     | セア         |
| 30 | 2016年10月10日 | 川口オートレース場   | 鈴木圭一郎     | 22          | 3.390      | カルマ3K       | セア         |
| 31 | 2018年1月10日  | 飯塚オートレース場   | 鈴木圭一郎(2)  | 23          | 3.631      | カルマ3K       | セア         |
| 32 | 2018年10月8日  | 浜松オートレース場   | 鈴木圭一郎(3)  | 24          | 3.355      | カルマ3K       | セア         |
| 33 | 2019年10月15日 | 川口オートレース場   | 鈴木圭一郎 (4) | 25          | 3.361      | カルマS5K      | セア         |
| 34 | 2021年2月23日  | 浜松オートレース場   | 荒尾聡         | 40          | 3.341      | デフジャムAK   | セア         |
| 35 | 2021年9月26日  | 飯塚オートレース場   | 青山周平       | 37          | 3.386      | ハルク・37     | セア         |
| 36 | 2023年2月26日  | 浜松オートレース場   | 鈴木圭一郎(5)  | 28          | 3.318      | カルマS5K      | セア         |
| 37 | 2024年2月25日  | 川口オートレース場   | 金子大輔(2)    | 43          | 3.547      | サンクチュアリ | セア         |
| 38 | 2025年2月11日  | 浜松オートレース場   | 青山周平(2)    | 40          | 3.337      | ハルク・37     | セア         |

## エピソード
- 当大会を6回優勝した島田信廣は、スーパースター王座決定戦も5回制覇（5連覇）したことから、当時、両大会が1～3月の開催時期だったことにあやかって、冬将軍という異名を取った。
- 2019年10月11日、10月12日に開催予定だった第33回大会の3日目を台風19号接近による影響により中止となり、開催を10月15日（火）まで1日順延することとなった。台風接近によるSGの中止、順延は2013年9月16日、船橋オートレース場で開催された「オートレースグランプリ」最終日以来、6年ぶり[8][9]。
- 浜松オートレース場で開催された第34回大会は、新型コロナウイルス感染症対策として、開催期間中（2月19日～23日）場内人数が5,000名を超えた場合入場制限を行うことを発表した[10]。
- 飯塚オートレース場で開催された第35回大会は、国の新型コロナウイルス感染症緊急事態宣言及び福岡県の緊急事態措置に基づく協力要請を受け、無観客開催で行われた[11]。
- 第35回大会を初優勝した青山周平は、この優勝で史上6人目のグランドスラム（SG5冠全て制覇）を達成した[12]。また、デビューから10年81日での達成は最短記録[注 2]。
- 第38回大会を優勝した青山周平は、開催6日間全て1着入線の完全優勝と、SG5冠を2度制するダブルグランドスラムを達成した[14]。